# Oberweser
Oberweser is een voormalige gemeente in de Duitse deelstaat Hessen die deel uitmaakte van het district Kassel.
Oberweser telde 3611 inwoners in het jaar 2004.
De gemeente fuseerde op 1 januari 2020 met Wahlsburg tot de gemeente Wesertal.